# Kariwa
Kariwa (刈羽村 Kariwa-mura?) es una villa en la prefectura de Niigata, Japón, localizada en la parte centro-oeste de la isla de Honshū, en la región de Chūbu. El 1 de marzo de 2021 tenía una población estimada de 4434 habitantes y una densidad de población de 169 personas por km².

## Geografía
Kariwa se encuentra en la parte central de la prefectura de Niigata, intercalada entre las ciudades de Nagaoka y Kashiwazaki, y se compone de dos áreas discontinuas. Está situada cerca del mar de Japón, pero no tiene costa.

## Historia
El área de la actual Kariwa fue parte de la antigua provincia de Echigo y formó parte de los tenryō del shogunato Tokugawa durante el periodo Edo. La villa de Kariwa se estableció en el distrito de Kariwa, Niigata, el 1 de abril de 1889. El 30 de septiembre de 1956, un parte de la vecina localidad de Nakadori fue absorbida por Kariwa y el 10 de abril de 1959 fue absorbida una parte del pueblo vecino de Futada.

## Economía
Kariwa comparte con Kashiwazaki la sede de la central nuclear de Kashiwazaki-Kariwa, en otro tiempo la mayor estación de generación nuclear del mundo en función de su potencia eléctrica neta. Después del terremoto de abril de 2011, todas las unidades reiniciadas se cerraron y se están llevando a cabo mejoras de seguridad. A fecha de agosto de 2022, no se había reiniciado ninguna unidad.

## Demografía
Según los datos del censo japonés, la población de Kariwa alcanzó su punto máximo en torno al año 1990, y ha disminuido constantemente desde entonces.
| Gráfica de evolución demográfica de Kariwa entre 1960 y 2015 |
|                                                              |
| Oficina de Estadísticas de Japón                             |